# Бутков, Василий Васильевич
Васи́лий Васи́льевич Бутко́в (29 декабря 1900 [11 января 1901], д. Большая Именная, ныне — в пригородной зоне города Нижняя Тура, Свердловская область — 24 июня 1981, Москва) — советский военный деятель, генерал-полковник танковых войск, Герой Советского Союза.

## Начальная биография
Василий Бутков родился 11 января 1901 года (29 декабря 1900 года) в деревне Большая Именная (ныне — в пригородной зоне города Нижняя Тура, Свердловская область) в семье рабочего.
В 1915 году после смерти отца пошёл работать на Верхнетуринский завод.

## Военная служба

### Гражданская война
15 июня 1918 года Бутков вступил в Красную гвардию, затем находился в составе красногвардейских и партизанских отрядов Жебенева. Принимал участие в боях с белогвардейскими войсками и белочехами на Урале. В июле 1918 года в бою был ранен и лечился в Костроме.
С октября 1918 года служил красноармейцем, командиром отделения и помощником командира взвода 266-го стрелкового полка. Участвовал в боях на Восточном и Южном фронтах против войск А. В. Колчака и П. Н. Врангеля. В ноябре 1920 года Бутков был ранен в голову и месяц находился в госпитале. С января по май 1921 года участвовал в боях в составе 266-го стрелкового полка с вооружёнными формированиями Н. И. Махно. С мая 1921 года лечился в госпитале в Харькове, после выздоровления в июле Бутков был направлен в Казанский запасной полк. Член КПСС.

### Межвоенный период
С 1921 по 1922 годы Василий Бутков учился на 16-х Нижегородских командных артиллерийских курсах, в 1923 году был переведён в Кремлёвскую объединённую военную школу им. ВЦИК, после окончания которой с 1926 года работал на различных должностях в Приволжском и Белорусском военных округах. В 1928 году окончил Военно-политические курсы (Ленинград). Служил политруком батареи, помощником командира учебного дивизиона. В 1937 году Василий Бутков окончил Военную академию имени М. В. Фрунзе и был назначен начальником штаба механизированной бригады, в июне 1940 года — на должность начальника штаба механизированной дивизии, а затем механизированного корпуса.

### Великая Отечественная война

Генерал-лейтенант танковых войск Василий Васильевич Бутков на параде Победы. 1945 г.

На начало Великой Отечественной войны служил начальником штаба 5-го механизированного корпуса на Западном фронте. С августа 1941 по апрель 1942 года работал заместителем начальника, затем начальником штаба главного бронетанкового управления РККА.
19 апреля 1942 года был назначен на должность начальника штаба, с 8 по 14 сентября исполнял должность командира 8-го танкового корпуса, который принимал участие в боях под Ржевом. С 19 сентября 1942 года по июнь 1945 года командовал 1-м танковым корпусом, который принимал участие в Сталинградской битве, Среднедонской и Ржевско-Вяземской, Черниговско-Припятской, Прибалтийской, и Брянской операциях, операции «Багратион» боях на Курской дуге. В ходе Инстербургско-Кёнигсберской операции корпус сделал рейд по тылу противника, в ходе которого перерезал ряд важных коммуникаций, захватил несколько мостов, уничтожил 79 танков и штурмовых орудий, более 500 автомашин, взял в плен около 1500 гитлеровцев и к 27 января 1945 года вышел к северным окраинам Кёнигсберга.
Указом Президиума Верховного Совета СССР № 221/149 «О присвоении звания Героя Советского Союза генералам, офицерскому, сержантскому и рядовому составу Красной Армии» от 19 апреля 1945 года за «образцовое выполнение боевых заданий Командования на фронте борьбы с немецкими захватчиками и проявленные при этом отвагу и геройство» генерал-лейтенанту танковых войск Буткову Василию Васильевичу присвоено звание Героя Советского Союза.

### Послевоенная жизнь

Могила Буткова на Кунцевском кладбище.

С июля 1945 года Бутков командовал бронетанковыми и механизированными войсками Особого военного округа (г. Кёнигсберг), а в марте 1946 года, в связи с упразднением округа, Василий Бутков был назначен командующим бронетанковыми и механизированными войсками 11-й гвардейской армии. Затем командовал бронетанковыми и механизированными войсками Северо-Кавказского (с июня по сентябрь 1946) и Московского военных округов (с 1946 по 1950 год). С 1950 по 1953 год командовал 3-й гвардейской механизированной армией.
В 1954 году окончил Высшие академические курсы при Военной академии Генштаба, затем с 1954 по 1955 год работал генерал-инспектором Инспекции танковых войск Главной инспекции Министерства обороны, а с 1955 по 1958 год — 1-м заместителем командующего войсками Московского военного округа.
В 1958 году Василию Буткову было присвоено звание «Генерал-полковник танковых войск». С 1958 по 1961 год служил главным военным советником в Чехословакии.
В мае 1961 года ушёл в отставку. Жил в Москве, где и умер 24 июня 1981 года. Похоронен на Кунцевском кладбище.

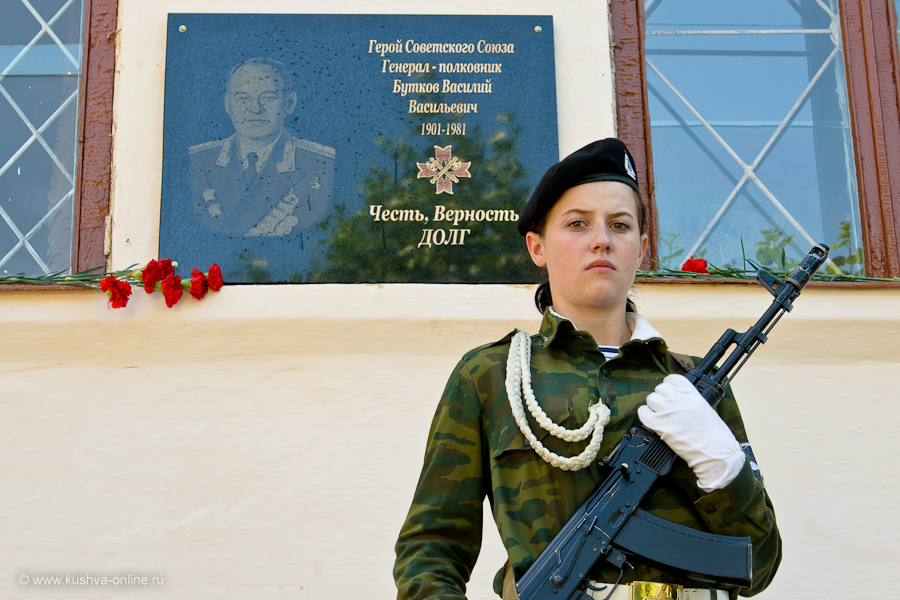
Мемориальная доска В. В. Буткову в Кушве

## Память

Бюст на территории лицея № 35 в Калининграде

- В Калининграде в честь Василия Буткова названы улица и МАОУ лицей № 35 им. Буткова В. В., на территории лицея установлен бюст Буткова.
- Имя Буткова увековечено на мемориале в городе Нижняя Тура (Свердловская область).
- В городе Кушва Свердловской области установлена мемориальная доска на здании Дома детского творчества в историческом центре города, где в годы Гражданской войны Бутков принимал участие в военных действиях.

## Воинские звания
- майор (17.09.1937);
- полковник (29.10.1939);
- генерал-майор танковых войск (03.05.1942);
- генерал-лейтенант танковых войск (07.06.1943)[2];
- генерал-полковник (18.02.1958).

## Награды
- Герой Советского Союза (19.04.1945, медаль «Золотая Звезда» № 7190)[4];
- Три ордена Ленина (4.06.1944[5], 21.02.1945[6], 19.04.1945[4] № 38138);
- Четыре ордена Красного Знамени (9.08.1941[7], 3.11.1944[8], 24.06.1948, 20.06.1949[9]);
- Два ордена Суворова II степени (7.02.1943[10], 22.07.1944[11]);
- Два ордена Красной Звезды (28.10.1967, 9.01.1981);
- Медаль «В ознаменование 100-летия со дня рождения Владимира Ильича Ленина»;
- Медаль «За оборону Москвы»;
- Медаль «За оборону Сталинграда»;
- Медаль «За взятие Кёнигсберга»;
- Медаль «За победу над Германией в Великой Отечественной войне 1941-1945 гг.»;
- Медаль «Двадцать лет победы в Великой Отечественной войне 1941-1945 гг.»;
- Медаль «Тридцать лет Победы в Великой Отечественной войне 1941-1945 гг.»;
- Медаль «Ветеран Вооружённых Сил СССР»;
- Медаль «XX лет Рабоче-Крестьянской Красной Армии» (1938);
- Медаль «30 лет Советской Армии и Флота»;
- Медаль «40 лет Вооружённых Сил СССР»;
- Медаль «50 лет Вооружённых Сил СССР»;
- Медаль «60 лет Вооружённых Сил СССР»;
- Медаль «В память 800-летия Москвы».

## Сочинения
- Бутков В. В. Контрудар 5-го механизированного корпуса на лепельском направлении (6—11 июля 1941 года) // Военно-исторический журнал. — 1971. — Сентябрь (№ 09). — С. 59—65.